# Oposição (Irlanda)
A Frente da Bancada da Oposição na República da Irlanda é um grupo de altos Teachtaí Dala de oposição parlamentar que, no seu conjunto, estão sob a liderança do Líder da oposição, e formam uma alternativa para o Governo em vigor. 
O Fine Gael é o maior partido da oposição do Dáil e, portanto, o líder do partido tem o título de Líder da oposição, desempenhando um papel de destaque. Os outros partidos da oposição que ocupam bancadas incluem o Partido Trabalhista e o Sinn Féin. 
O "Oposição Oficial" é vista como o partido encarregado de manter o governo em cheque. É também geralmente considerado como a alternativa ao atual governo. A Oposição Oficial mantém uma bancada de Teachtaí Dala (TSD). Eles são conhecidos como interlocutores da oposição. 
O título da "oposição" é usado pela maior partido da oposição do Dáil Éireann, que não está no governo, e, por vezes, pode até ser o maior partido no Dáil. Esta última situação quase sempre ocorre quando o Fianna Fáil está na oposição. Isto é devido à existência do sistema multi-partidário em que o Fine Gael geralmente faz uma coligação com o Partido Trabalhista.

## Lista de partidos da Oposição Oficial
| Oposição Oficial    | Anos      |
| ------------------- | --------- |
| Partido Trabalhista | 1922–1927 |
| Fianna Fáil         | 1927–1932 |
| Cumann na nGaedhael | 1932–1933 |
| Fine Gael           | 1933–1948 |
| Fianna Fáil         | 1948–1951 |
| Fine Gael           | 1951–1954 |
| Fianna Fáil         | 1954–1957 |
| Fine Gael           | 1957–1973 |
| Fianna Fáil         | 1973–1977 |
| Fine Gael           | 1977–1981 |
| Fianna Fáil         | 1981–1982 |
| Fine Gael           | 1982      |
| Fianna Fáil         | 1982–1987 |
| Fine Gael           | 1987–1994 |
| Fianna Fáil         | 1994–1997 |
| Fine Gael           | 1997—2011 |
| Fianna Fáil         | 2011—2020 |